# Ninurta-kudurri-usur I
Ninurta-kudurrῑ-uṣur I,que quiere decir: <<Ninurta protege mi descendencia/frontera>> (la ambigüedad puede ser intencionada), ca. 987 – 985 a. C., fue el segundo rey de la Dinastía VI de Babilonia o dinastía de Bazi. Según la Lista A de reyes, reinó durante tres años,, mientras que la Crónica dinástica registra un gobierno de dos años. La época fue de regresión política y económica.
Un fragmento de la Lista sincrónica de reyes asiria nombra a Assur-nirari IV como contemporáneo suyo, en lugar de a Assur-rabi II, que coincide mejor con la cronología conocida. Dos puntas de flecha de Luristan están inscritas con su nombre, probablemente como ofrenda votiva a los templos, pero hay una probabilidad de que pertenezcan a un homónimo posterior que gobernó por menos de un año.
Fue sucedido por su hermano, Shirikti-Shuqamuna.